# Machimosaurus
Genre
Machimosaurus est un genre éteint de crocodyliformes thalattosuchiens de la famille des téléosauridés ayant vécu entre l'Oxfordien et la fin du Crétacé, il y a environ entre 160 et 66 Ma, dans les eaux peu profondes des mers épicontinentales qui couvraient une grande partie de ce qui est maintenant l'Europe occidentale et le nord de l'Afrique. 

## Spécimens
Les fragments d'un spécimen long de 3 mètres ont été découverts en 1998 dans les calcaires de l'Oxfordien, près des Vans en Ardèche (sud de la France).
Plusieurs espèces sont connues : Machimosaurus buffetauti,, Machimosaurus hugii, Machimosaurus mosae, Machimosaurus nowackianus, Machimosaurus rex.

### Machimosaurus rex
En 2016, une nouvelle espèce de machimosaure découverte en Tunisie a été décrite dans le journal Cretaceous Research. Nommée  Machimosaurus rex , elle est actuellement la plus grande espèce de téléosauridé connue, estimée à 9,6 mètres en longueur (longueur du crâne 155 centimètres) basée sur un squelette partiel, constitué essentiellement du crâne de l'animal,. Cependant, des estimations plus récentes mettent M. rex avec M. Hugii autour de 6,9–7,15 m de long. La découverte de M. rex indique que les crocodylomorphes téléosauridés ont survécu à l'extinction de la fin du Jurassique, mais sans préserver leur grande diversité d'espèces. Un examen plus approfondi de l'échantillon a révélé qu'il s'agissait probablement d'un chasseur généraliste en raison de ses dents robustes, relativement courtes et arrondies,.